# Skałka (Grupa Pilska)
Skałka (1253 m) – szczyt w północnym grzbiecie Pilska w Beskidzie Żywiecko-Orawskim. Jest zwornikiem dla dwóch grzbietów:
- długiego, północno-zachodniego ze szczytami Góra Hunców, Gawory, Malorka
- krótkiego, północno-wschodniego, który poprzez wzniesienie Czarny Groń i Buczynka opada do Korbielowa Górnego.

Skałka jest porośnięta lasem. Nazwa szczytu pochodzi od tego, że w lesie ją porastającym znajduje się wiele pojedynczych skałek i całe ich grupy, a także nisze i rozpadliny. Jedna z tych skałek, mająca formę ambony znajduje się zaraz za wierzchołkiem, po prawej stronie szlaku turystycznego (w kierunku od dołu do góry). Las to górnoreglowa świerczyna. Rośnie w niej kilkanaście posadzonych około 1960 r. limb i znajduje się tablica informacyjna ścieżki przyrodniczej.
Przez Skałkę biegnie granica między miejscowościami Korbielów i Sopotnia Wielka w województwie śląskim, w powiecie żywieckim, w gminie Jeleśnia.

## Szlak turystyczny
Sopotnia Wielka – Gawory (Uszczawne Wyżne) – Hala Jodłowcowa – Buczynka – Skałki – schronisko PTTK na Hali Miziowej

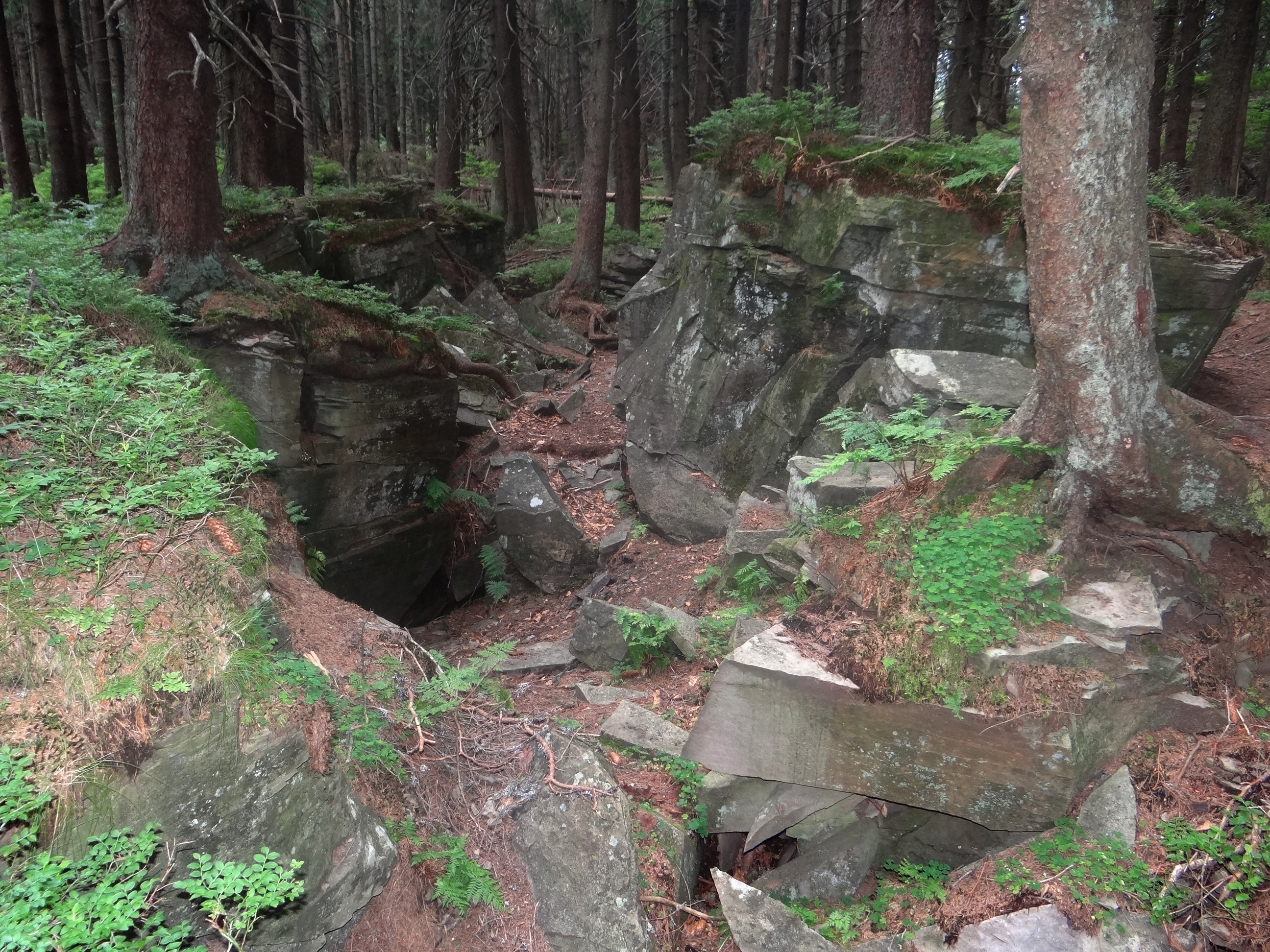
Skałki i rozpadliny skalne